# Otroeopsis
Otroeopsis är ett släkte av skalbaggar. Otroeopsis ingår i familjen långhorningar.
Kladogram enligt Catalogue of Life:
| Otroeopsis | \| \| Otroeopsis affinis \| \| \| \| \| \| Otroeopsis virescens \| \| \| \| |
|            | \| \| Otroeopsis affinis \| \| \| \| \| \| Otroeopsis virescens \| \| \| \| |
|            | Otroeopsis affinis                                                          |
|            |                                                                             |
|            | Otroeopsis virescens                                                        |
|            |                                                                             |